# Comuna Monastîrîșce, Icinea
Monastîrîșce (în ucraineană Монастирище) este o comună în raionul Icinea, regiunea Cernihiv, Ucraina, formată din satele Monastîrîșce (reședința) și Veprîk.

## Demografie
Componența lingvistică a comunei Monastîrîșce
     Ucraineană (97,18%)
     Rusă (2,48%)
     Alte limbi (0,35%)
Conform recensământului din 2001, majoritatea populației comunei Monastîrîșce era vorbitoare de ucraineană (97,18%), existând în minoritate și vorbitori de rusă (2,48%).